# Ann Haesebrouck
Pour les articles homonymes, voir Haesebrouck.
Ann Haesebrouck, née le 18 octobre 1963 à Bruges, est une rameuse d'aviron belge. 

## Carrière
Ann Haesebrouck est médaillée de bronze de skiff aux Jeux olympiques de 1984 à Los Angeles.